# Evangélikus templom (Óbuda)
Az Óbudai Evangélikus Egyházközség temploma egy műemléki védettség alatt álló budapesti templom.

## Története
A Budapest III. kerületi Dévai Bíró Mátyás tér 1. szám alatt álló épület, Friedrich Lóránt (tervei alapján épült meg a Prónay palota 1890-ben és a Látó-hegyi Árpád kilátó 1929-ben) műegyetemi tanár tervei alapján épült 1935-ben. Az akkor már 25 éve önálló gyülekezet nagy vágya teljesült ezzel. Hatvan nap alatt tető alá hozták és a további munkák ezután folytatódtak.
A bejárati boltív az ókeresztyén bazilikára emlékeztet, fölötte terméskőből kereszt. A homlokzaton a kereszt alakú csillag jelentése: Isten vezet. A szentély fölötti kakas az éberségre utal.
A torony egybeépült a templommal, egy harang található benne.
A templom ékessége a fehér márványtömbökből épített oltár fölé emelkedő hat mázsás tölgyfa kereszt. Az oltár előtti teret elválasztó boltívek tagolják, ami szintén az ókeresztyén bazilikára emlékeztet. Csodálatosak a fényviszonyok az oltár térben, a fény megérkezik a kereszt tövébe és kúszik fölfelé a kereszten az istentisztelet alatt.
A mennyezet fakazettáit a keresztyén egyházakra jellemző egyszerű vonalvezetésű motívumok díszítették.
Az orgonát 1939-ben építették, gyönyörű hangját nem sokáig élvezték a hívek, mert a templomot 1944. szilveszterén gyújtóbomba találat érte, az orgonából semmi sem maradt. 
A sajnálatos módon megsemmisült orgona hangszertörténeti szerepe kiemelkedő volt. Az evangélikus templom orgonája képviselte hazánkban először, az Európában bontakozó új stílust, melyet neobarokknak hívunk. A 25 regiszteres, hárommanuálos csúszkaládás hangszert a Rieger Orgonaüzem készítette (op. 2921) Árokháty Béla és Zalánfy Aladár tervei szerint. 
A templomot két év alatt tudták használhatóvá tenni, addig az istentiszteleti alkalmakat a templom alatti helységekben tartották. A kazettás mennyezetet 1947-ben építették újjá. A kazetták a keresztyén egyházra – a nyitott sír, töviskorona, földgömb kereszttel, hajó horgony, galamb és kehely – utalnak.
Az orgona egy tatabányai templomból került ide, mint ahogy a padok is. A keresztelő kutat az önálló gyülekezet első felügyelőjének kislánya emlékére készíttette a család. A szószék kőtalapzaton áll, mellvédjén görög keresztek láthatók, hangvetőjén szentírási ige olvasható.
Teljes szépségében 1996-ban újult meg a templombelső. Az ablakok, amelyek az eredeti stílust követik, 2005-ben készültek. Felső részén a formák szétesnek, 1944-re utalva alatta keresztyén szimbólumok és egy-egy szentírási ige olvasható.
Az oltártér szomszédságában lett kialakítva a Baba-mama-apa fészek, ahol a szülők gyermekeikkel nyomon követhetik az istentiszteletet a kihangosításon keresztül, valamint a hatalmas térelválasztó ablaknak köszönhetően látható az oltártérben szolgáló lelkészek ténykedése.
2017-ben, a Reformáció 500. évfordulója alkalmából a karzat alatt egy tizenkét táblából álló állandó kiállítás került kialakításra. A tizenkét tábla nyomon követi a gyülekezet történetét a kezdetektől napjainkig.
Szintén a jeles ünnep alkalmából a sekrestyében emléket állítottak a gyülekezetben szolgáló megválasztott lelkészeknek és egy idővonalon követhető nyomon a gyülekezetben szolgálók lelkészek, felügyelők, gondnokok és kántorok pontos kronológiája.

## Képtár

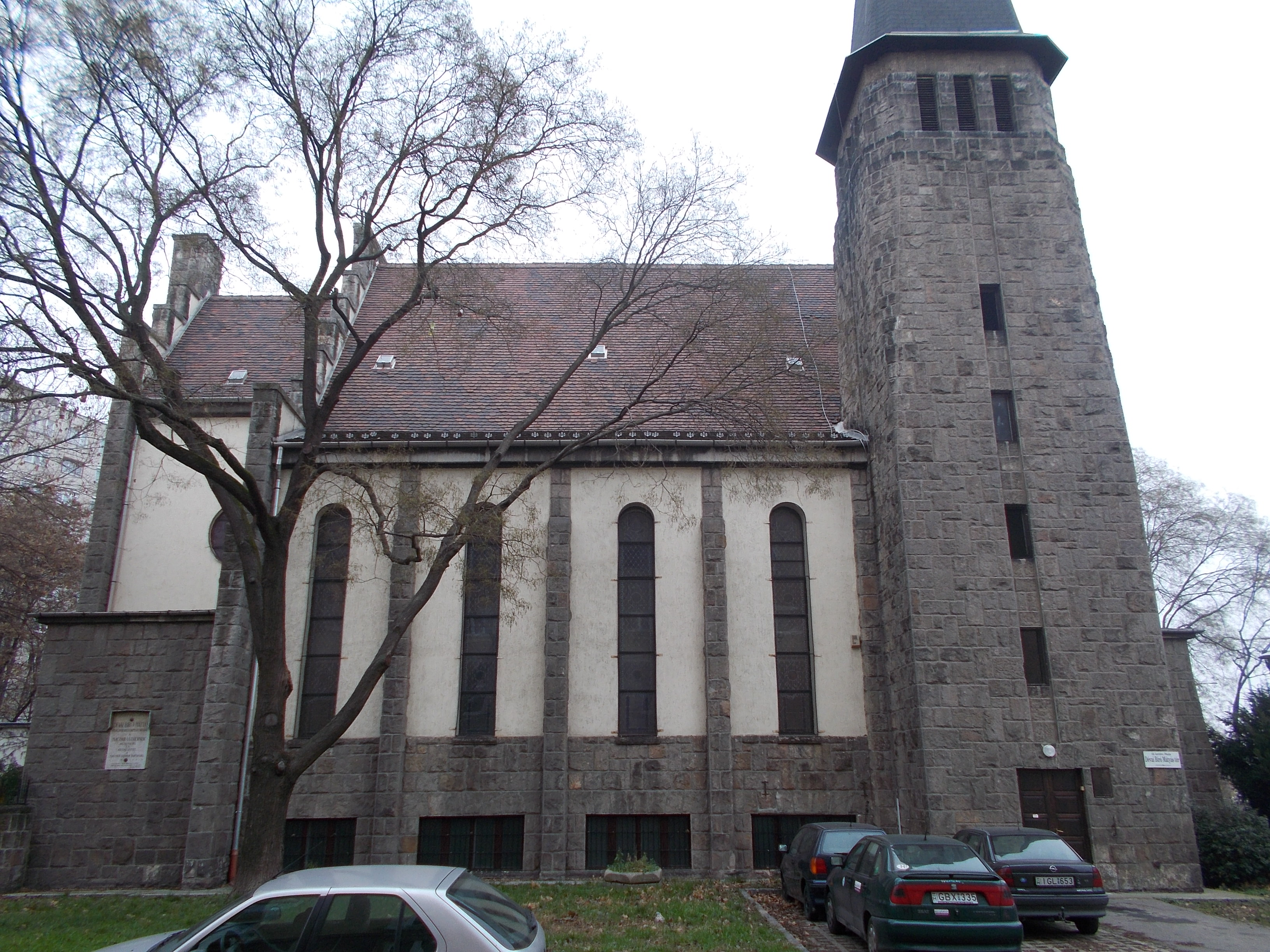
A templom oldalnézetből
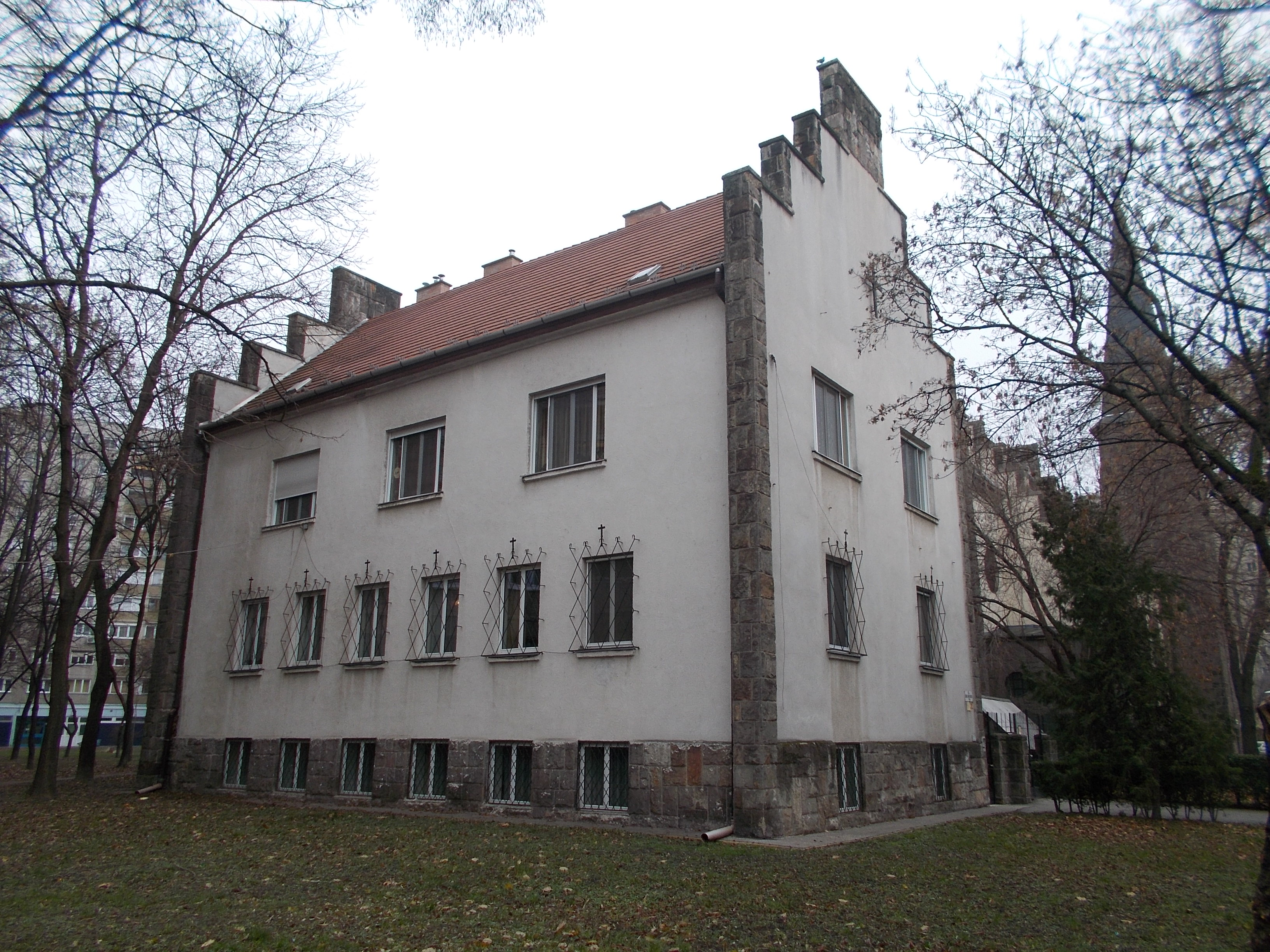
Paplak
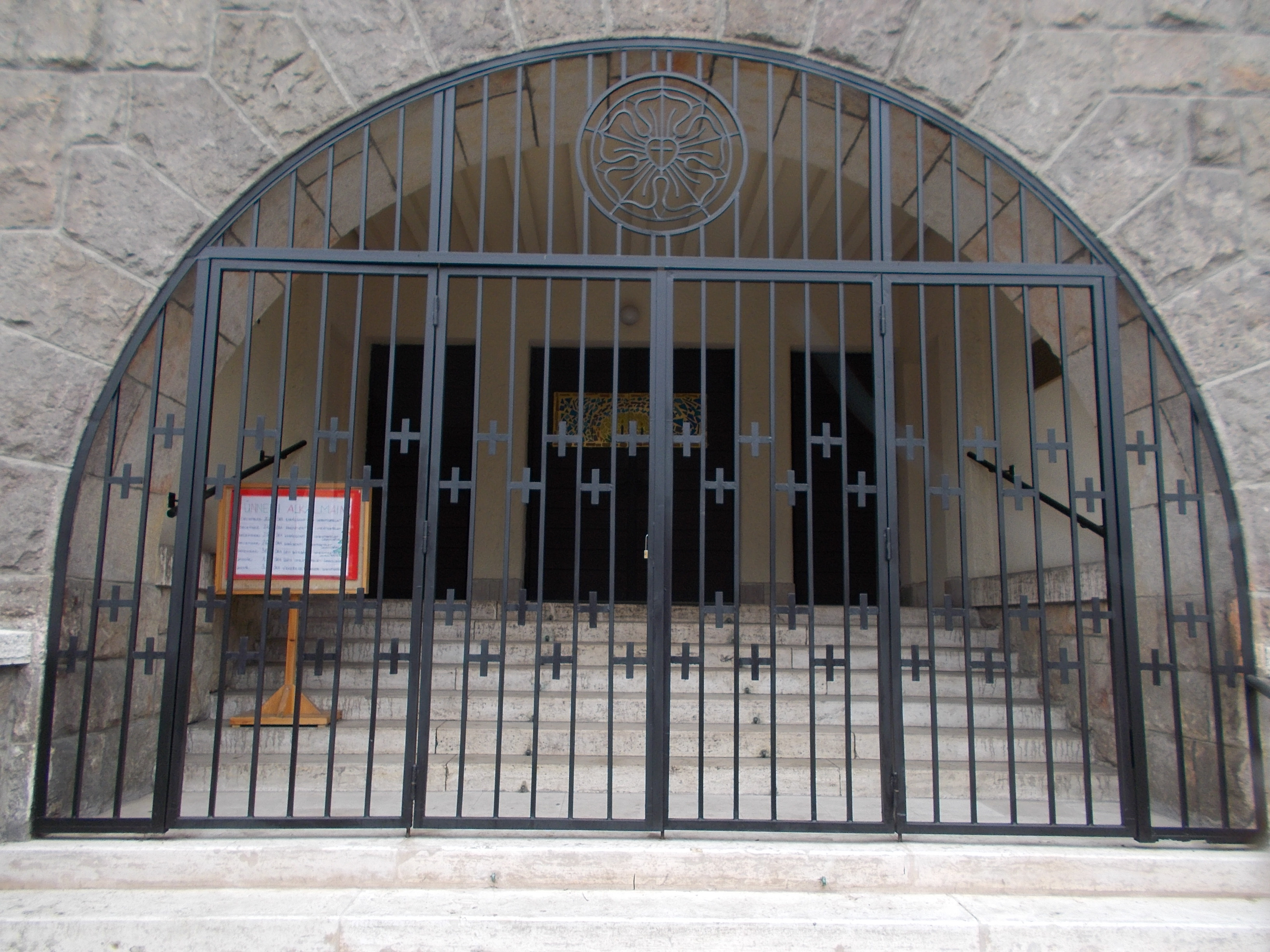
Főkapu
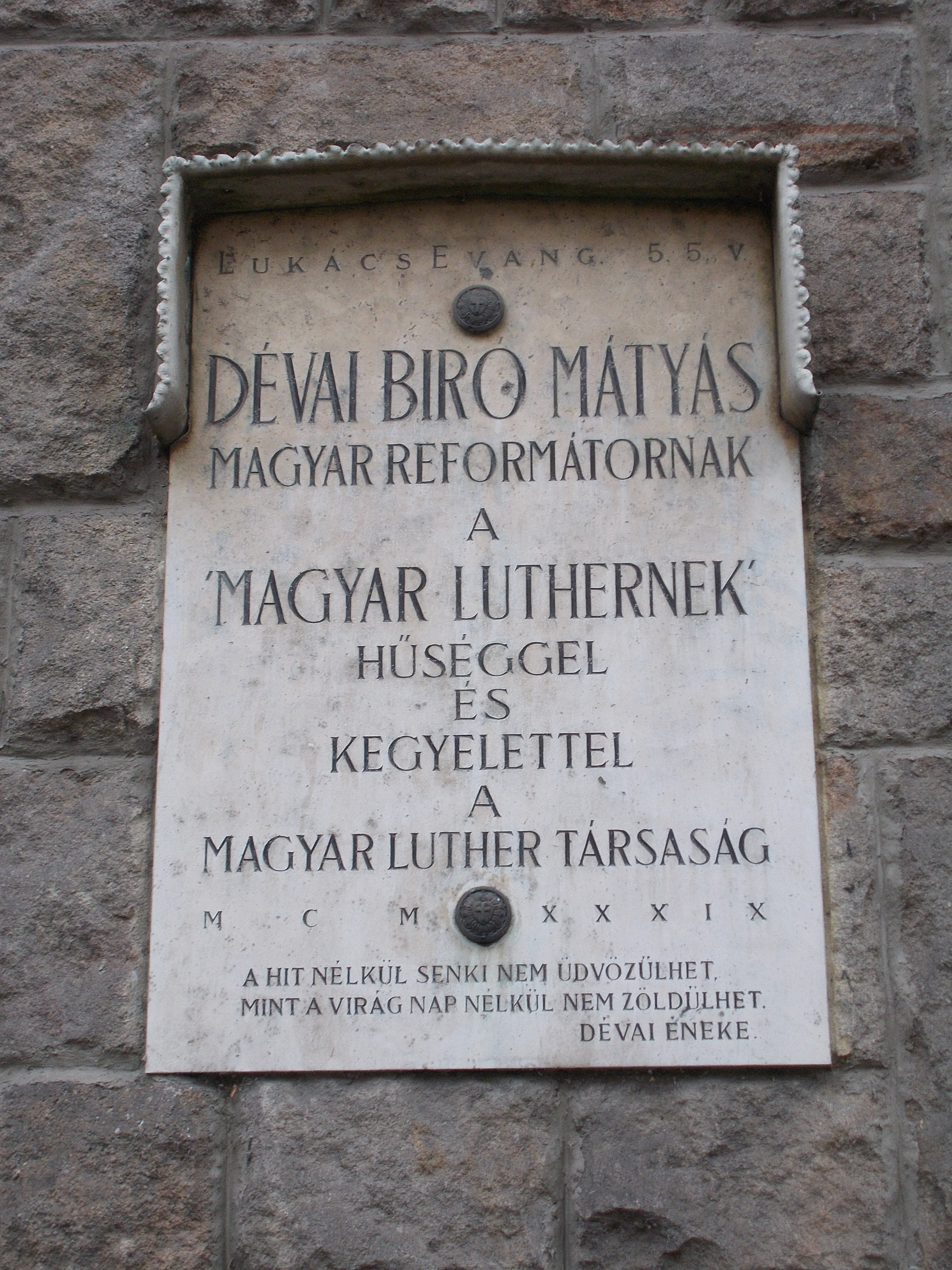
Dévai Bíró Mátyás emléktábla